# Zwyrodnienie korowo-podstawne
Zwyrodnienie korowo-podstawne (ang. corticobasal degeneration, CBD) – rzadka choroba neurodegeneracyjna należąca do grupy tzw. parkinsonizmu-plus: jej objawy to wyraźna sztywność i spowolnienie, drżenie. Charakterystyczne jest wrażenie "obcości" kończyny (zespół obcej ręki, ang. alien hand syndrome). Niekiedy występują mioklonie i korowe zaburzenia czucia. Choroba ma asymetryczny, jednostronny początek i postępujący charakter (objawy przechodzą na drugą stronę ciała).